# Linea Hindenburg

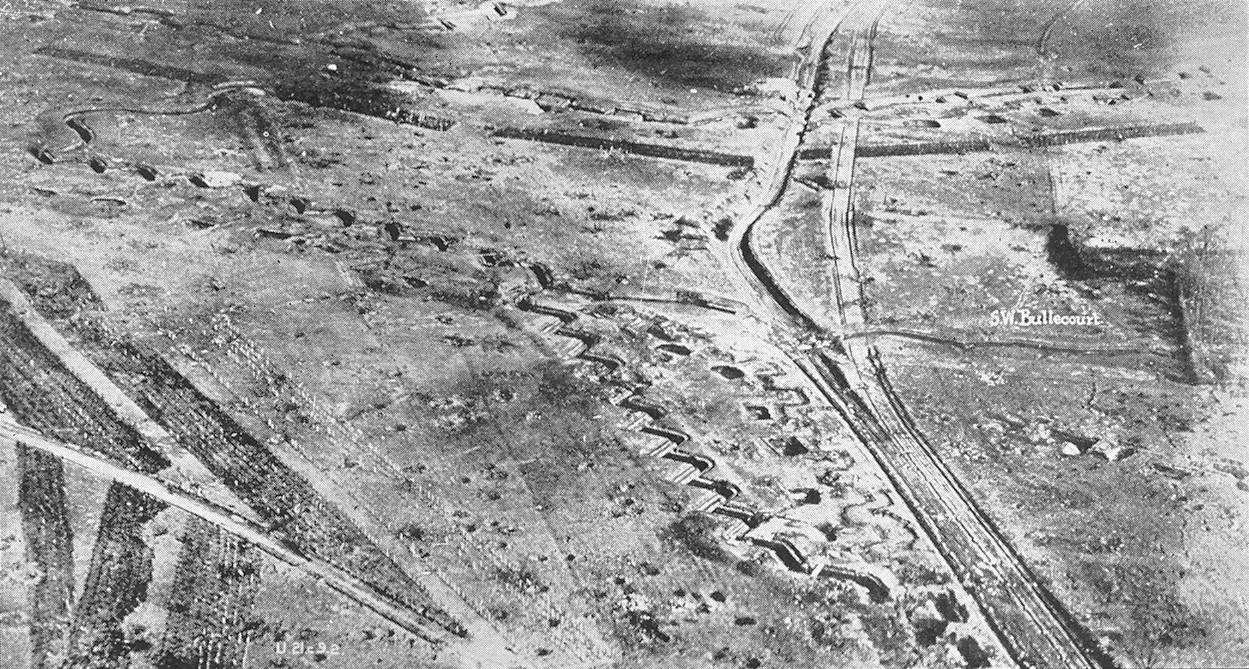
La linea Hindenburg a Bullecourt, vista aerea.

La linea Hindenburg (per i tedeschi Siegfried Stellung) era un vasto sistema difensivo nel nordest della Francia durante la prima guerra mondiale.

## Storia
La decisione di allestirla venne presa dai generali Paul von Hindenburg ed Erich Ludendorff durante le fasi finali della battaglia della Somme. Concepita come linea di ritirata strategica o di sicurezza, segnò il primo tentativo in grande stile di modificare la tattica difensiva in modo da risparmiare uomini e materiali. Venne costruita attraverso un saliente del fronte tedesco, in modo che ritirandovisi l'esercito tedesco avrebbe accorciato il proprio fronte di una cinquantina di chilometri, recuperando la disponibilità di tredici divisioni e cinquanta batterie di artiglieria pesante.
La linea si estendeva per quasi 160 chilometri, da Lens, vicino ad Arras, al fiume Aisne, vicino a Soissons; per la sua costruzione occorsero cinque mesi, durante l'inverno del 1916-17, e il lavoro di quasi mezzo milione di operai, fra salariati tedeschi e prigionieri di guerra russi. Non costituiva una linea continua: era, piuttosto, un insieme organico di zone fortificate che comprendevano bunker in cemento, postazioni per mitragliatrici, cortine di filo spinato profonde venti metri, gallerie per lo spostamento delle truppe, profonde trincee, ridotte e posti di comando. Tre chilometri davanti alle fortificazioni principali era allestita una rete di posti avanzati profonda un chilometro, che doveva rallentare e scompaginare l'avanzata nemica.
La linea fu suddivisa in cinque zone, denominate, da nord a sud:
- Wotan Stellung;
- Siegfried Stellung;
- Alberich Stellung;
- Brunhilde Stellung;
- Kriemhilde Stellung.

Di queste la Siegfried Stellung era considerata la più forte.
La ritirata sulla linea Hindenburg (Operazione Alberico) ebbe inizio il 3 febbraio 1917 e la zona fra la vecchia linea del fronte e la nuova fu devastata dall'esercito tedesco che impiegava la tattica della terra bruciata per rallentare l'avanzata nemica. Il comando tedesco riteneva inattaccabile la nuova linea difensiva, che fu invece spezzata dagli Alleati durante l'Offensiva dei cento giorni, sul finire della guerra.